# کراسنودنب-رافاوه
کراسنودنب-رافاوه (به لهستانی:  Krasnodęby-Rafały) یک روستا در لهستان است که در گمینا سوکوووف پودلاسکی واقع شده‌است.